# Alexandra, onorevole Lady Ogilvy
Alexandra di Kent, coniugata Ogilvy (nome completo Alexandra Helen Elizabeth Olga Christabel; Londra, 25 dicembre 1936), è una principessa britannica, in 58ª posizione nella linea di successione al trono.

## Biografia

### Primi anni
La principessa Alexandra è nata il 25 dicembre 1936 al numero 3 di Belgrave Square, Londra. I suoi genitori erano il principe Giorgio, duca di Kent, quarto figlio del re Giorgio V e della regina Maria, e la principessa Marina di Grecia, figlia del principe Nicola di Grecia e della granduchessa Elena Vladimirovna di Russia. Prese i nomi della sua bisnonna paterna, la regina Alessandra, di sua nonna, la granduchessa Elena Vladimirovna di Russia, di entrambe le sue zie materne, la contessa Elisabetta di Törring-Jettenbach e la principessa Olga di Jugoslavia; ha inoltre ricevuto il nome Christabel perché è nata il giorno di Natale, come sua zia, la principessa Alice, duchessa di Gloucester. La sua nascita è stata l'ultima a seguire la tradizione di avere il ministro dell'interno presente per verificare la nascita di potenziali eredi al trono. Sir John Simon era presente ed è stato l'ultimo a farlo.
In quanto nipote di linea maschile del monarca britannico, era designata come una principessa britannica con il prefisso di Sua Altezza Reale. Al momento della sua nascita era sesta nella linea di successione al trono britannico, dietro alle sue cugine Elisabetta e Margaret, suo zio principe Henry, duca di Gloucester, suo padre Giorgio, duca di Kent e suo fratello maggiore principe Edward. Nacque due settimane dopo l'abdicazione di suo zio Edoardo VIII del Regno Unito, in seguito Duca di Windsor.
Fu battezzata il 9 febbraio 1937 nella cappella privata di Buckingham Palace e i suoi padrini furono il re Giorgio VI e la regina Elisabetta (zio e zia paterni), la regina di Norvegia (sua prozia), la principessa Nicola di Grecia e Danimarca (sua nonna materna), la principessa Olga di Jugoslavia (sua zia materna), la principessa Beatrice (sua pro-prozia paterna), il conte di Athlone (suo prozio paterno) e il conte Karl Theodor di Törring-Jettenbach (suo zio materno per matrimonio). Dei suoi padrini erano presenti solo il re e la regina e Lord Athlone.
La principessa Alexandra trascorse la maggior parte della sua infanzia nella casa di campagna della sua famiglia, a Coppins, nel Buckinghamshire. Ha vissuto con sua nonna, la regina Mary, vedova di Giorgio V, durante la seconda guerra mondiale a Badminton. Suo padre morì in un incidente aereo vicino a Caithness, in Scozia, il 25 agosto 1942 mentre prestava servizio nella Royal Air Force. La principessa Alexandra ha la particolarità di essere la prima principessa britannica ad aver frequentato un collegio, la Heathfield School vicino ad Ascot. Ha poi studiato a Parigi. È stata anche addestrata al Great Ormond Street Hospital.
Fu damigella d'onore al matrimonio nel 1946 del capitano Lord Brabourne con Patricia Mountbatten. L'anno successivo fu damigella d'onore al matrimonio dei suoi cugini, l'allora principessa Elisabetta e Filippo, duca di Edimburgo, il 20 novembre 1947. La regina Elisabetta II era cugina paterna di primo grado della principessa Alexandra; il duca di Edimburgo era cugino materno della principessa Alexandra.
Fu anche damigella d'onore al matrimonio del 1962 del principe Juan Carlos di Spagna e della sua cugina di secondo grado, la principessa Sofia di Grecia.

### Matrimonio
Il 24 aprile 1963 ha sposato Angus James Bruce Ogilvy (1928-2004), secondo figlio del 12º conte di Airlie e di Lady Alexandra Coke nell'abbazia di Westminster. Ogilvy ha regalato ad Alexandra un anello di fidanzamento fatto di uno zaffiro cabochon incastonato in oro e circondato da diamanti su entrambi i lati. La cerimonia di nozze è stata seguita dalla famiglia reale ed è stata trasmessa in tutto il mondo in televisione, seguita da circa 200 milioni di persone.
La sposa indossava un abito da sposa di pizzo Valenciennes, con velo e strascico abbinati, disegnato da John Cavanagh. Fu accompagnata all'altare da suo fratello, il duca di Kent. Le damigelle includevano la principessa Anna e l'arciduchessa Elisabetta d'Austria. La cerimonia fu condotta dall'arcivescovo di Canterbury Michael Ramsay. Angus Ogilvy rifiutò l'offerta della regina di essere creato conte al momento del matrimonio e quindi i loro figli non hanno alcun titolo.
Angus Ogilvy è stato nominato cavaliere nel 1988 (quando la principessa Alexandra ha assunto lo stile di Lady Ogilvy), in seguito giurato del Consiglio privato nel 1997. La principessa Alexandra e Sir Angus hanno avuto due figli, James e Marina, e quattro nipoti:
- James Robert Bruce Ogilvy (nato il 29 febbraio 1964). Ha sposato Julia Caroline Rawlinson il 30 luglio 1988. Hanno avuto due figli:
  - Flora Alexandra Vesterberg (nata il 15 dicembre 1994 a Edimburgo, Scozia). Ha sposato Timothy Vesterberg il 26 settembre 2020.
  - Alexander Charles Ogilvy (nato il 12 novembre 1996 a Edimburgo, Scozia).
- Marina Victoria Alexandra Ogilvy (nata il 31 luglio 1966). Ha sposato Paul Julian Mowatt il 2 febbraio 1990 e hanno divorziato il 15 ottobre 1997. Hanno avuto due figli:
  - Zenouska May Mowatt (nata il 26 maggio 1990).
  - Christian Alexander Mowatt (nato il 4 giugno 1993).

La prima gravidanza di Marina, annunciata alla fine del 1989, ha causato polemiche, poiché la coppia non era sposata. Ciò ha provocato un litigio con i suoi genitori, che le hanno suggerito di sposare il suo compagno o di abortire.

### Incarichi reali

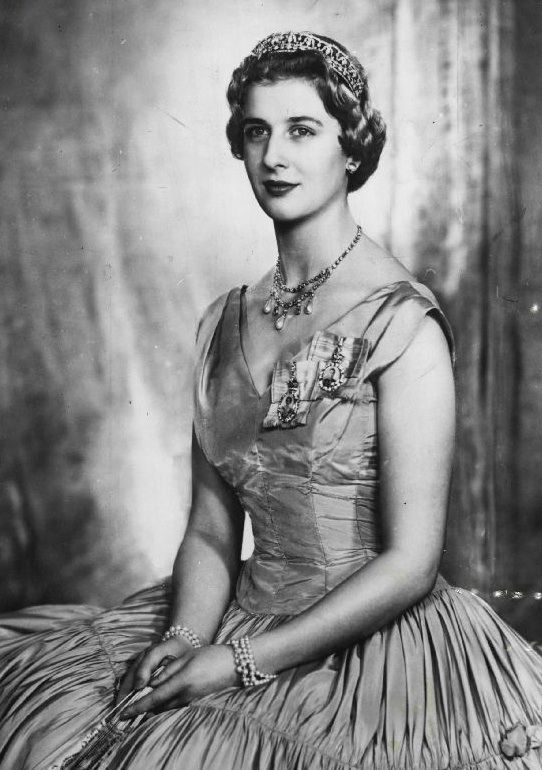
La principessa Alexandra negli anni '50

Dalla fine degli anni 1950 la principessa Alexandra ha portato avanti un ampio programma di impegni a sostegno della regina, sia nel Regno Unito sia all'estero. Prendendo parte a circa 120 impegni ogni anno, la principessa Alexandra è stata uno dei membri più attivi della famiglia reale. Ha partecipato a 110 impegni nel 2012. Tuttavia, alla fine di giugno 2013 ha annullato i suoi impegni a causa dell'artrite. A partire dal 2017 è ancora elencata sul sito ufficiale della monarchia britannica come membro attivo della famiglia reale, partecipando a numerosi impegni cerimoniali e di beneficenza.
Nel 1959 compì un lungo tour in Australia e partecipò alle celebrazioni del centenario del Queensland. L'Alexandra Waltz è stato composto per questa visita dalla leggenda della radio, Russ Tyson, e dal direttore musicale televisivo, Clyde Collins. Fu cantata per la principessa da Gay Kahler, adolescente, che in seguito cambiò il suo nome in Gay Kayler. Nel 1961 la principessa Alexandra visitò Hong Kong e visitò il mercato del pesce di Aberdeen, la stazione di polizia di Lok Ma Chau e So Uk Estate, un complesso di case popolari. La principessa Alexandra tornò in Australia nel 1967 per una vacanza privata, ma svolse anche impegni a Canberra e Melbourne. Il Princess Alexandra Hospital di Brisbane è stato così chiamato in suo onore.
La principessa Alexandra ha rappresentato la regina quando la Nigeria ha ottenuto l'indipendenza dal Regno Unito il 1º ottobre 1960 e ha aperto il primo Parlamento il 3 ottobre. Successivi tour all'estero hanno incluso visite in Canada, Italia, Oman, Ungheria, Norvegia, Giappone, Thailandia, Gibilterra e nelle isole Falkland. La principessa Alexandra ha lanciato la fregata HMNZS Waikato della classe Leander della Nuova Zelanda nei cantieri Harland and Wolff di Belfast, Irlanda del Nord, nel 1965. La principessa Alexandra ha inoltre aperto la sezione tra Victoria e Brixton della linea Victoria della metropolitana di Londra il 23 luglio 1971.
La principessa Alexandra ha servito come cancelliera della Lancaster University, dalla sua fondazione nel 1964 fino a quando ha lasciato l'incarico nel 2004 (quando ha anche ricevuto una laurea honoris in musica). Ha anche servito come primo cancelliere dell'Università di Mauritius. È anche membro onorario del Royal College of Physicians and Surgeons di Glasgow, della Faculty of Anæsthetists del Royal College of Surgeons of England, del Royal College of Obstetricians and Gynecologists e del Royal College dei medici. È anche presidente dell'Alexandra Rose Day, fondato in onore della sua bisnonna, la regina Alexandra. Era anche la mecenate della Royal School di Hampstead. La principessa è stata presidente del WWF-UK fino al 2011.
Fino al 2013 la principessa Alexandra riceveva 225.000 sterline all'anno dalla Lista Civile per coprire il costo delle spese ufficiali, sebbene, come con gli altri membri della famiglia reale (eccetto il Duca di Edimburgo), la regina ne rimborsasse l'ammontare al Tesoro. Alexandra vive al Thatched House Lodge a Richmond, Londra, una proprietà della Corona acquistata con un contratto di locazione di 150 anni dai Crown Estate Commissioners da Sir Angus Ogilvy dopo il loro matrimonio nel 1963. Fa anche uso di un appartamento di favore a St James's Palace a Londra.
La principessa è patrona del Blackie Foundation Trust, un ente di beneficenza dedicato alla promozione della ricerca e dell'educazione in omeopatia. È anche mecenate della English National Opera, del London Philharmonic Choir, della Florence Nightingale Foundation, dell'associazione di alloggi no-profit Anchor, dell'ente di beneficenza Independent Age, del St Christopher's Hospice a Sydenham, Inghilterra, del Core, un ente di beneficenza nazionale di Londra dedicato al finanziamento della ricerca sulle malattie dell'apparato digerente e che pubblica anche opuscoli informativi sulle malattie più comuni dell'intestino e del fegato, del The Nature in Art Trust e del London Academy of Music and Dramatic Art (LAMDA), la più antica scuola di recitazione nel mondo di lingua inglese. È stata la patrona del Royal Alexandra Children's Hospital di Brighton dal 1954. È anche la Royal Patron of Children and Families Across Borders (CFAB), un ente di beneficenza dedito al ricongiungimento dei bambini che sono stati separati dalle loro famiglie. È patrona della Royal Central School of Speech & Drama di Londra, che ha ricevuto il suo stile regale nel 2012 durante il Queen's Diamond Jubilee. Nel suo ruolo di presidente di Sightsavers UK, la principessa ha visitato Washington nell'ottobre 2016 per partecipare al ricevimento del partenariato della conferenza Neglected Tropical Diseases NGDO Network. Nel novembre 2016, un mese prima del suo ottantesimo compleanno, la regina ha tenuto un ricevimento a Buckingham Palace in onore del lavoro degli enti di beneficenza della principessa Alexandra.

## Titoli e trattamenti
- 25 dicembre 1936-24 aprile 1963: S.A.R. la Principessa Alexandra di Kent
- 24 aprile 1963-31 dicembre 1988: S.A.R. la Principessa Alexandra, l'Onorevole Mrs. Angus Ogilvy
- 31 dicembre 1988- presente: S.A.R. la Principessa Alexandra, l'Onorevole Lady Ogilvy

## Onorificenze

Lo stendardo personale della principessa Alexandra, onorevole Lady Ogilvy.

Il monogramma personale della principessa Alexandra, onorevole Lady Ogilvy.

## Albero genealogico
|                                  |                     |                                | Genitori                                      |  |  | Nonni |  |  | Bisnonni                    |  |  | Trisnonni                         |  |
|                                  |                     |                                |                                               |  |  |       |  |  | Edoardo VII del Regno Unito |  |  | Alberto di Sassonia-Coburgo-Gotha |  |
|                                  |                     |                                |                                               |  |  |       |  |  | Edoardo VII del Regno Unito |  |  | Alberto di Sassonia-Coburgo-Gotha |  |
|                                  |                     | Vittoria del Regno Unito       |                                               |  |  |       |  |  | Edoardo VII del Regno Unito |  |  |                                   |  |
| Giorgio V del Regno Unito        |                     |                                |                                               |  |  |       |  |  | Edoardo VII del Regno Unito |  |  |                                   |  |
|                                  |                     | Alessandra di Danimarca        | Cristiano IX di Danimarca                     |  |  |       |  |  |                             |  |  |                                   |  |
|                                  |                     | Alessandra di Danimarca        | Cristiano IX di Danimarca                     |  |  |       |  |  |                             |  |  |                                   |  |
|                                  |                     | Alessandra di Danimarca        | Luisa d'Assia-Kassel                          |  |  |       |  |  |                             |  |  |                                   |  |
| Giorgio, duca di Kent            |                     | Alessandra di Danimarca        |                                               |  |  |       |  |  |                             |  |  |                                   |  |
|                                  |                     | Francesco di Teck              | Alessandro di Württemberg                     |  |  |       |  |  |                             |  |  |                                   |  |
|                                  |                     | Francesco di Teck              | Alessandro di Württemberg                     |  |  |       |  |  |                             |  |  |                                   |  |
|                                  |                     | Francesco di Teck              | Claudine Rhédey von Kis-Rhéde                 |  |  |       |  |  |                             |  |  |                                   |  |
| Maria di Teck                    |                     | Francesco di Teck              |                                               |  |  |       |  |  |                             |  |  |                                   |  |
|                                  |                     | Maria Adelaide di Hannover     | Adolfo di Hannover                            |  |  |       |  |  |                             |  |  |                                   |  |
|                                  |                     | Maria Adelaide di Hannover     | Adolfo di Hannover                            |  |  |       |  |  |                             |  |  |                                   |  |
|                                  |                     | Maria Adelaide di Hannover     | Augusta d'Assia-Kassell                       |  |  |       |  |  |                             |  |  |                                   |  |
| Alexandra, onorevole Lady Ogilvy |                     | Maria Adelaide di Hannover     |                                               |  |  |       |  |  |                             |  |  |                                   |  |
|                                  | Giorgio I di Grecia | Cristiano IX di Danimarca      |                                               |  |  |       |  |  |                             |  |  |                                   |  |
|                                  | Giorgio I di Grecia | Cristiano IX di Danimarca      |                                               |  |  |       |  |  |                             |  |  |                                   |  |
|                                  | Giorgio I di Grecia | Luisa d'Assia-Kassel           |                                               |  |  |       |  |  |                             |  |  |                                   |  |
| Nicola di Grecia                 | Giorgio I di Grecia |                                |                                               |  |  |       |  |  |                             |  |  |                                   |  |
|                                  |                     | Ol'ga Konstantinovna Romanova  | Konstantin Nikolaevič Romanov                 |  |  |       |  |  |                             |  |  |                                   |  |
|                                  |                     | Ol'ga Konstantinovna Romanova  | Konstantin Nikolaevič Romanov                 |  |  |       |  |  |                             |  |  |                                   |  |
|                                  |                     | Ol'ga Konstantinovna Romanova  | Alessandra di Sassonia-Altenburg              |  |  |       |  |  |                             |  |  |                                   |  |
| Marina di Grecia                 |                     | Ol'ga Konstantinovna Romanova  |                                               |  |  |       |  |  |                             |  |  |                                   |  |
|                                  |                     | Vladimir Aleksandrovič Romanov | Alessandro II di Russia                       |  |  |       |  |  |                             |  |  |                                   |  |
|                                  |                     | Vladimir Aleksandrovič Romanov | Alessandro II di Russia                       |  |  |       |  |  |                             |  |  |                                   |  |
|                                  |                     | Vladimir Aleksandrovič Romanov | Maria Aleksandrovna                           |  |  |       |  |  |                             |  |  |                                   |  |
| Elena Vladimirovna Romanova      |                     | Vladimir Aleksandrovič Romanov |                                               |  |  |       |  |  |                             |  |  |                                   |  |
|                                  |                     | Maria di Meclemburgo-Schwerin  | Federico Francesco II di Meclemburgo-Schwerin |  |  |       |  |  |                             |  |  |                                   |  |
|                                  |                     | Maria di Meclemburgo-Schwerin  | Federico Francesco II di Meclemburgo-Schwerin |  |  |       |  |  |                             |  |  |                                   |  |
|                                  |                     | Maria di Meclemburgo-Schwerin  | Augusta di Reuss-Köstritz                     |  |  |       |  |  |                             |  |  |                                   |  |
|                                  |                     | Maria di Meclemburgo-Schwerin  |                                               |  |  |       |  |  |                             |  |  |                                   |  |